# 香港高等院校教職員會聯會
香港高等院校教職員會聯會（英語：Federation of Hong Kong Higher Education Staff Associations，簡稱高教聯）是香港高等教育界的團體，在1996年成立，以爭取大學教職員權益為宗旨。高教聯成員有香港各間高等院校的教員和職員會。

## 成立經過
香港回歸前的移民潮，令香港的高等院校流失不少教職員。岑嘉評教授等人，希望為香港挽留人才，於是有意團結各間院校的教職員協會，為高教界教職員集體爭取權益。1996年，香港高等院校教職員會聯會成立，由岑嘉評擔任主席。

## 爭取教職員權益
2000年，香港大學發生「鍾庭耀事件」。高教聯指事件會損害學術自由，影響大學的自主性。高教聯義務法律顧問黃克明透露，回歸前後都有教職員向他反映，校長提議他們多寫正面評價特首的文章。主席岑嘉評指出，香港的高等院校權力過於集中，有好多「擦鞋黨」假稱傳達校長說話，造成「宦官當道，假傳聖旨」，此事揭露出高校內存在已久的「宦官文化」。7月22日，岑嘉評在香港電台發表「香港家書」，歷數古代的宦官亂政禍害，警惕高教界避免重蹈覆轍。
2001年，香港特區政府因為巨額財政赤字，意圖削減各大學撥款，因此各大學設法裁減教職員數目，導致員工士氣低落。高教聯向時任教育統籌局局長羅范椒芬會面，反對政府削減大學撥款。
9月，香港教育學院裁員，將接近40名講師即時辭退，佔全校教師近一成，被裁者皆為中年講師，在各師範學院未合併為教院前便已受聘用。有講師在前往授課時，被當面告知立即停止上課。高教聯與被裁講師召開記者會，批評香港教育學院裁員手法粗暴，所謂的裁員理由也不成立，並要求立法會教育事務委員會介入事件。
11月，香港城市大學法律學院於續聘教員時涉嫌種族歧視事件，10名亞裔講師被新任英籍院長麥高偉決定不續約，並改聘英美籍教師取代。高教聯、城大法律學院事件關注組和大學教育行動組，批評校方的處理手法，指責校方的上訴委員會，未能做到公平公正，又指責校方不追究麥高偉行政失當責任。2002年4月，當校董會決定成立獨立委員會調查後，高教聯、關注組和行動組發表聯署信，要求特首董建華以校監身分，監督獨立委員會的工作。
2001年底，傳出消息指香港特區政府正研究將大學教職員薪酬與公務員脫鉤，容許大學高層自行釐定教職員薪酬。高教聯反對政府建議，指出此舉將導致大學教育商品化，大學會將資源集中在有市場價值的科系，使熱門科系的教師薪酬上漲，而冷門科系的教師被冷待遭減薪，分化不同科系教師薪酬，打擊教師士氣；此外，大學用高薪從外國吸引教授的做法，不利本地高等教育發展，因香港研究資源不足，難以留住外地教授，而本地教師的培養和接班會出現問題，優秀人才會離開香港。高教聯副主席陳志煒舉例指，1980年代英國把大學教職員薪酬與公務員脫鉤後，流失了大量人才教職員。高教聯又指出薪酬改由校方釐定，但缺乏監管和投訴機制，教師欠缺保障。高教聯2001年12月開始收集簽名，2月交上五千個教職員簽名，反對脫鉤建議。
2002年3月，宋達能報告書公布，正式提出薪酬脫鉤建議，使大學能靈活地招聘國際人才。高教聯在立法會門前示威，遊行至政府總部向特首董建華遞交請願信。
10月，教育統籌局局長李國章突然拋出「中科合併」論，高教聯聲明反對，指這合併完全由上而下，從未諮詢兩校教職員，猶如「家長逼婚」，又指合併其實是為了節省資源，因兩校合併便能削減各系主任及教職員。
李國章回應謂「權在政府」、「先禮後兵」，高教聯強烈不滿其強硬態度，要求李國章道歉，並去信特首董建華，請他以校監身分要求李收回言論，指合併一事應由院校理性討論，而非由官員施壓。
2003年教育統籌局計劃削減大學撥款一成。高教聯發起一千多名師生遊行抗議，向政府遞交請願信及13 500多名大學教職員及學生簽名。
4月，立法會財委會通過教職員薪酬與公務員脫鉤，高教聯約30名成員在立法會門外抗議。
5月，審計署報告指香港的大學教員薪酬較英美大學高出超過四成。高教聯批評審計署抹黑，沒有將教員薪金與香港的專業人士如醫生、律師等比較，又指出按時薪算，香港的教員實際上較美國低，與英國相近，因為英美教員每週五天工作，而香港教員每週工作五天半，而且有些人還要教授夜間課程。
9月，高教聯代表團受中聯辦邀請，到北京訪問三天，拜訪國務院港澳辦及教育部，向港澳辦副主任周波表達對香港高等教育政策的不滿。
10月，財政司司長唐英年提出未來5年削減開支百分之11，高教聯及各院校教職員會發表公開信，批評政府自1996年起削減大學經費，到2008年累積削減經費將達到一半。高教聯在4天內收集了3800名教職員及學生簽名，在多份報章刊登全版廣告，反對政府大幅削減大學經費。高教聯會晤李國章商議2個半小時無果，李國章提出要削款3成，高教聯表示撥款已被唐英年削減一成，只能接受百分之一減幅。
2004年1月，高教聯與民建聯會面，爭取對方對2004-05大學撥款案投反對票，獲民建聯答應，投下了反對票，成功阻止撥款案通過。
2月，高教聯與教協、專上學生聯會等團體，發起反對削減教育經費大遊行，有5千人參與。其後李國章與高教聯再次會面商討，但談判破裂，會議提早結束。高教聯批評李國章與財政司司長唐英年的說法不一，唐英年曾謂減幅不會超過百分之11，但李國章要在2004至06年削減一成後，在2005至08年實行「005」方案，即第一二年不削資，至第三年削減百分之5。其後政府改為「00X」方案，X不多於百分之5，八大校長會支持，民建聯也轉為支持，撥款案獲通過。
6月，高教聯表示，在大學薪酬脫鉤後一年間，已接獲超過一百宗教職員投訴，指大學強迫改聘用合約。其中一宗涉及城大教職員二百人，被逼由長約轉為短約及薪酬打八折，有兩成人決定辭職，高教聯主席岑嘉評更批評大學聘用人員不再透明，同一職級員工，薪酬福利可能有很大差距，而大學要員工表現定出薪酬，但量度表現由校內「小圈子」把持，欠缺透明度及上訴機制，製造不公平。浸會大學教職員工會，反對校方提出檢討薪酬建議，減薪最多達18%，工會40人便發起校內靜坐行動，手持白麵包，以示減薪後便要捱麵包，高教聯代表也加入靜坐表示支持。
2005年9月，高教聯代表30人訪問北京，參加國慶活動，與國務院副主任陳佐洱及教育部副部長袁貴仁會面，及訪問北京航空航天大學。高教聯再次向中央政府提出不滿香港政策，包括大學大幅削資的「00X」方案及大學薪酬脫鉤，也提議港生與陸生在大陸和香港的大學，都應劃一學費，因其時港生赴大陸讀本科，學費多陸生一倍，相差六七千元，而陸生到香港升學，須多交四成學費至6萬元。
浸會大學有6名教師，拒絕接受新合約，面臨被校方解僱。2006年1月，高教聯與浸會大學校方商討後，得到校長吳清輝承諾，以實任制及原薪酬繼續聘用該6名教師。
城市大學2004年成立「城大專上學院」私人公司，並將112名講師借調到城大專上學院，強迫減薪兩成。2006年12月，城大教師工會得悉，城大校方將會在2008年解除其合約，轉為受城大專上學院僱用，便向校方抗議，要求延長其合約及調回大學任教，高教聯也加入抗議行動。2007年5月，城大署理校長何炘基履新，高教聯與30名城大教職員，抬着寫上「何代校長升官發財、教職員墊棺材底」紅棺材請願，要求解決這群講師的合約問題，認為這是變相實任制，一旦實行，會引致其他院校仿效。

## 倡議成立跨院校申訴機制
高教聯自成立初期，便積極倡導成立跨院校獨立申訴機制，以保障教職員受校方不公平待遇時，有獨立申訴途徑。2000年，鍾庭耀事件發生後，高教聯主席岑嘉評指出，高校內的教職員協會與校方關係疏離，欠缺溝通，致使校內大小事件也能鬧出風波，提出需有跨院校的獨立申訴機制，給予大學教師申訴渠道。2001年，高教聯與教統局局長羅范椒芬會面，也向對方提出成立跨院校申訴機制。2002年發表的宋達能報告書，也提議成立獨立申訴機制，但政府沒有實行。自從大學薪酬與公務員脫鉤及大學撥款被大幅削減後，大學校方改革薪酬制度，按量化及商業化形式運作，加劇了教職員與校方的糾紛，高教聯更致力呼籲從速按報告書建議，落實成立跨院校申訴機制。2006年，高教聯代表與教育統籌局局長李國章會面，雙方達成共識，李國章支持成立跨院校申訴機制。跨院校申訴機制也獲得1998年成立的「大學教育改革行動組」的支持。2007年高教聯向立法會教育事務委員會提議。當時由港大校長徐立之任主席的八大校長會，也對建議持正面態度。2008年，立法會教育事務委員會也通過動議，建議院校成立獨立申訴委員會，但是八大校長會2008年由中大校長劉遵義輪任主席後，態度完全改變，拒絕接納建議，認為此舉侵犯院校自主。跨院校獨立申訴機制至今（2024年）仍未成立。